# 김주원 (신라)
김주원(金周元, 생몰년 미상)은 신라의 귀족으로 태종무열왕의 셋째 아들 김문왕의 5세손이다. 유후관(留後官) 김유정(金惟正)의 아들. 가계는 무열왕-김문왕-김대충-김사인-김유정으로 이어진다. 혜공왕의 10촌 종형제이다.

## 생애
김주원(金周元)은 태종 무열왕의 삼남 김문왕의 5대손으로, 후대에 작성된 신라김씨 선원세계에 의하면 증조부는 김대충, 조부는 김사인, 아버지는 김유정이라 하나 이는 불확실하다. 선덕왕(김양상)이 재위 6년 만에 죽자 대신들의 추대로 왕위 계승자로 내정되었으나 금성으로 오기 전 알천 강가의 냇물이 불어서 건너오지 못하자 이는 곧 하늘의 뜻이라 여겨져 상대등이었던 김경신이 원성왕으로 즉위하였다. 원성왕의 즉위후 후환을 두려워한 김주원(金周元)은 하슬라로 피신했고 2년후에 그곳에서 하서주도독에 임명되면서 명주군왕(冥州郡王)에 봉해졌다. 하서주는 그의 후손들이 도독을 세습하며 가문의 영지가 되어서 명주국(冥州國)으로 불리었다.
김헌창은 그의 둘째 아들이었다. 후에 아버지가 왕이 되지 못한 것에 원망을 품고 헌덕왕대에 웅주(熊州, 지금의 충청남도 일대)에서 반란을 일으켰다가 진압되었다.
이일로 인해 명주국은 신라 중앙정부와의 사이가 소원해져 후삼국시대까지 반 독립국 상태로 존재했다.

## 가계
- 7대조부 : 진지왕(眞智王)
- 7대조모 : 지도부인(知道夫人)
- 6대조부 : 김용수(金龍樹)
- 6대조모 : 천명공주 (天明公主)
- 현조부 태종무열왕(太宗武烈王)
- 현조모 : 문명왕후(文明王后)
- 고조부 : 김문왕(金文王)
- 고조모 : 미상
- 증조부 : 김대충(金大忠)
- 증조모 : 미상
- 조부 : 김사인(金思仁)
- 조모 : 미상
- 아버지 : 김유정(金惟正)
- 어머니 : 연화부인 박씨(蓮花夫人 朴氏)
  - 왕비 : 정숙왕후 박씨(貞淑王后朴氏) 
    - 장남 : 김종기(金宗基) - 여러 관직을 지내고 제3관등인 소판(蘇判)을 지낸 뒤, 집사성(執事省) 시중(侍中)을 지냈다.
      - 손자 : 김정여(金貞茹)
      - 손자 : 김장여(金璋茹)

    - 차남 : 김헌창(金憲昌, ? ~822)
      - 손자 : 김범문(金梵文, ？ ~825)

    - 삼남 : 김신(金身)
      - 손자 : 김자사(金紫絲)

  - 동생 : 김내흥(金奈興)